# 安吉丽娜·罗哈里斯
安吉丽娜·罗哈里斯（1993年1月1日—）是一名来自南苏丹的田径运动员，现居于肯尼亚。她作为难民代表团的一员参加了2016年夏季奥林匹克运动会和2020年夏季奥林匹克运动会。

## 早年生活
罗哈里斯出生在南苏丹。早年为避免在突击检查中被发现，她和她的家人睡在灌木丛中。2001年，她的国家处于内战之中，战火逼近她的家乡，8岁的罗哈里斯不得不离开家乡。为了她的安全，父母把她送到肯尼亚，从此她与父母分离。她于2002年抵达肯尼亚北部，在卡库马难民营定居。卡库马难民营是世界上最大的难民营之一，拥有超过179,000人。在难民营上小学时，她开始练习跑步。

## 职业生涯
罗哈里斯在卡库马举办的训练选拔中得到专业教练发掘，并在前马拉松选手泰格拉·洛鲁佩设在内罗毕的训练中心受训。她和其他4名选手入选2016年夏季奥林匹克运动会难民代表队，将参加1500米比赛。在2016年夏季奥林匹克运动会田径女子1500米比赛的首轮比赛中，她以4分47秒38的成绩，在41名选手中排名第40，未能晋级。
她希望通过在赛场上的成功，帮助自从8岁之后就未再见面的父母。
| 年                   | 賽事                 | 舉辦城市             | 名次                 | 項目                 | 記錄                 |
| 作为难民代表团运动员 | 作为难民代表团运动员 | 作为难民代表团运动员 | 作为难民代表团运动员 | 作为难民代表团运动员 | 作为难民代表团运动员 |
| -------------------- | -------------------- | -------------------- | -------------------- | -------------------- | -------------------- |
| 2016年               | 夏季奥运会           | 巴西里约热内卢       | 第40名               | 1500米               | 4:47.38              |
| 2017年               | 世锦赛               | 英国伦敦             | 第43名               | 1500米               | 4:33.54              |
| 2021年               | 夏季奥运会           | 日本，东京           | 第14名               | 1500米               | 4:31.65              |